# Johan Haumbler
Johan Haumbler, född 1673, död 1735, var en svensk häradshövding.

## Biografi
Johan Haumbler föddes 1673. Han arbetade som auditör och blev 6 september 1718 assessor i Göta hovrätt, introducerade 6 december samma år. Haumbler reducerades 1719 och blev 22 maj 1719 häradshövding i Östergötland. Han avträdd tjänsten som häradshövding 11 juni 1733 till sin måg Georg Monthan. Haumbler avled 1735.

### Familj
Haumbler var gift med Sara Hedvig Stubbe, dotter till komminister i Riseberga församling. De fick tillsammans dotter Johanna Maria Haumbler (1712–1775) som var gift med häradshövdingen Georg Monthan och häradshövdingen Elias Wettercrona.